# Terapia electroconvulsiva
La terapia electroconvulsiva (TEC), también conocida como electroconvulsoterapia, terapia por electrochoque o electroshock, es un tratamiento psiquiátrico en el cual se inducen convulsiones aplicando electricidad en el cerebro con un aparato eléctrico llamado estimulador electroconvulsivo. La TEC se utiliza más frecuentemente para tratar cuadros de depresión mayor que no han respondido a otros tratamientos, pero también para tratar la manía (estado de ánimo muy eufórico, expansivo y/o irritable que puede ir acompañado de síntomas psicóticos), catatonia, esquizofrenia y otros trastornos mentales.
Esta terapia comenzó a usarse en la década de 1930; hoy en día se calcula que alrededor de un millón de personas en el mundo reciben TEC cada año, generalmente de seis a doce tratamientos administrados de dos a tres veces por semana. Existen tres variables fundamentales en la aplicación de la terapia electroconvulsiva: la colocación de electrodos, la duración de la estimulación y las propiedades electrofísicas de la estimulación.
Por lo general se utiliza clínicamente cuando no hay respuesta satisfactoria al tratamiento con psicofármacos. Sin embargo, para al menos la mitad de las personas que reciben terapia electroconvulsiva, los beneficios son solamente temporales. Después de su aplicación se puede continuar con la terapia de medicamentos. También deben anestesiar al paciente.

## Indicaciones
Esta terapia está reservada por lo general como tratamiento de segunda línea para aquellos pacientes que sufren depresión y que no responden a los medicamentos. La TEC se usa como tratamiento de primera línea para situaciones donde se requiere la inmediata intervención médica, o cuando no son recomendables otros tratamientos alternativos. Alrededor del setenta por ciento de los pacientes que reciben TEC son mujeres, debido a que generalmente éstas son más propensas a recibir tratamiento para la depresión. La TEC es también usada algunas veces para el tratamiento de otros desórdenes psiquiátricos, como por ejemplo la esquizofrenia, las manías y la catatonia.

## Procedimiento
La TEC se administra usualmente mientras el paciente permanece ingresado en un hospital, aunque también puede administrarse a pacientes en tratamiento ambulatorio. Antes de aplicarse se ofrece al paciente un anestésico de efecto rápido, como el propofol, etomidato o tiopentato; también se ofrece al paciente un bloqueador neuromuscular como la succinilcolina, y algunas veces también se administra atropina para inhibir la salivación. La aplicación de la TEC puede consistir en colocar electrodos en cada lado de la cabeza del paciente, TEC bilateral, y menos frecuente solo a un lado, TEC unilateral. La TEC bifrontal es una variación del tratamiento, en la que los electrodos se colocan en una posición las del método unilateral y el bilateral, pero este tratamiento no es común. Se cree que la TEC unilateral causa menos efectos cognitivos que la TEC bilateral, pero también es considerada menos efectiva. En los Estados Unidos la TEC se administra usualmente tres veces por semana; en el Reino Unido es usualmente administrada dos veces por semana, pero algunas veces, cuando se juzga necesario, se administra diariamente. Cada secuencia de la terapia generalmente consiste de seis a doce tratamientos, pero pueden ser más o menos. Terminada la secuencia algunos pacientes pueden necesitar tratamientos continuados de TEC cada semana o cada mes.

## Riesgos y efectos colaterales
Los efectos secundarios de esta terapia incluyen amnesia. Los pacientes suelen quejarse de pérdida temporal o permanente de la memoria, principalmente anterógrada. Otros efectos que frecuentemente se informan son la confusión y cierta obnubilación de la conciencia, los que generalmente desaparecen en las horas siguientes al tratamiento.

## Reglamentación
El consentimiento del paciente, después de haber sido informado de los riesgos, es un requerimiento habitual en la terapia electroconvulsiva moderna; por otra parte, el tratamiento involuntario ya no es común y se da típicamente solo cuando existe riesgo de muerte y otros tratamientos no han tenido los efectos esperados.
Existe una gran variedad en el uso de la TEC en diferentes países, diferentes hospitales y diferentes psiquiatras. La práctica de esta terapia varía considerablemente dependiendo del país en el cual se administra. En Eslovenia, por ejemplo, la TEC no se usa  desde hace 10 años, mientras que en otros países este procedimiento es bastante común. En países como Japón, Turquía, India y Nigeria, la TEC todavía se usa sin anestesia en algunos hospitales, mientras que en países como los Estados Unidos y el Reino Unido existe una estricta reglamentación para el uso de la TEC.
En los Estados Unidos, una encuesta hecha entre psiquiatras a finales de los años ochenta permitió calcular el número de receptores de esta terapia en unas cien mil personas al año, con gran variación estadística entre áreas urbanas. Es difícil encontrar estadísticas acertadas acerca de la frecuencia, contexto y circunstancias de la TEC en los Estados Unidos, ya que solo algunos estados tienen leyes que exijan a las clínicas u hospitales que ofrecen la TEC proveer a las autoridades sanitarias de esta información. El único estado que no suministra esa información es Texas, en el cual, a mediados de los noventa, se usaba la TEC en alrededor de un tercio de las clínicas y hospitales psiquiátricos, y se administraba a alrededor de 1650 personas anualmente. Desde entonces el uso de la TEC ha declinado levemente en Texas; desde el año 2000 hasta el 2001, 1500 personas de entre 16 y 97 años de edad recibieron TEC. (En Texas es ilegal aplicar TEC a personas menores de 16 años). Lo normal es que la TEC se use más en clínicas psiquiátricas privadas que en hospitales públicos.